# Let There Be Light
Let There Be Light é um documentário de 1946 de John Huston, lançado nos Estados Unidos em 1980, que se concentra na terapia de alguns soldados traumatizados pela guerra.
A partir de abril de 1942, John Huston foi mobilizado pelo Exército dos EUA no destacamento do Signal Corps. Lá, ele assinou, em seu nome, três documentários militares, incluindo este.
Assustados com a dureza do filme, as autoridades decidiram, na época, não distribuí-lo. Os espectadores só puderam ver este documento durante o Festival de Cannes de 1981, na seção Un Certain Regard.

## Edições
O filme está disponível:
- nos bônus de Blu-ray estadunidense e francês do filme The Master, de Paul Thomas Anderson,[1][2][3]
- no sexto DVD do box America at War lançado pela Montparnasse Editions em 2011.[4]